# Dlouhá Lhota (Mladá Boleslav-i járás)
Dlouhá Lhota település Csehországban, a Mladá Boleslav-i járásban. Dlouhá Lhota Dolní Bousov, Březno, Sukorady, Petkovy és Obrubce településekkel határos. Lakosainak száma 491 fő (2024. január 1.).

## Népesség
A település lakosságának változását az alábbi diagram mutatja:
| Lakosok száma | 404  | 402  | 436  | 342  | 324  | 311  | 404  | 451  | 456  | 491  |
|               | 1869 | 1890 | 1921 | 1950 | 1980 | 2001 | 2017 | 2019 | 2022 | 2024 |